# Борово (компанија)
Борово (изворно Borovo d.d.) је југославенски комбинат (истоимени бренд) који се налази(о) у Борову Насељу током 20. столећа, данас у граду Вуковару.
Првобитно је постао познат као произвођач ципела, а касније и гума (за разне типове возила).
Сама фабрика је основана раних тридесетих година 20. века односно у Међуратном добу, у месту Борово код Вуковара.
Оснивач је био чешки бизнисмен Бата, највећи произвођач ципела свога времена, али је српски привредник Тома Максимовић творац свеукупног успеха компаније јер је од самог доласка у комбинат зналачки водио фирму и трасирао пут у прогрес.
Свој највећи успех Борово је имало у време бивше СФРЈ тј. седамдесетих и осамдесетих година захваљујући ципелама сопствене производње као и најпознатијег производа, ципелама боросанама.
Такође, Борово компанија је имала навећу трговачку мрежу у Југославији са преко 600 продавница од Вардара па до Тригалава. У иностранство се извозило на милионе обуће и гума, што је био значајан удео југославенске привреде. Број запослених у компанији  је био преко 20.000 радника, свих структура.

## Историја
Тридесете
1931. Борово компанију је 7. јуна основао чешки индустријалац Томаш Бата и покренуо производњу обуће на периферији града Вуковара јер су на том месту биле повољне геостратешке прилике. Већ у првим годинама свог постојања, фабрика Бата је прешла на комбиновану организацију.
1933. почиње производња гумено-техничке робе, а Бата постаје једно од првих предузећа у Краљевини Југославији области гумарске индустрије. Ова заслуга припада привреднику Томи Максимовићу, Србину из Босанске Посавине, који је дошао да живи у Борово Насеље. Максимовић је зналачки водио компанију, па је из месеца у месец фирма расла и са бројем радника, али и остварном зарадом. У договору са власником Томашом Батом, Максимовић је улагао велики новац у животни стандард својих радника. Борово је за кратко време постало једно од најпожељнијих места за живот у овом делу Европе.
Улагано је у културу, спорт, образовање, друштвена догађања...итд. Направљена је и основна школа недалеко фабрике која је понела назив ОШ „Краљ Петар Први”.
1939. године почиње до тада највећи оружани сукоб на планети. У страху од немачке агресије, југославенска Влада Цветковић–Мачек је формирала Бановину Хрватску, где је и вуковарски крај ушао. Пошто су Срби у овом крају били већина, месецима касније су избијалне демонстрације и протести, скупа са њиховим сународницима у: Шиду, Винковцима, Илоку... Покушано је и са доласком тадашњег Патрихарха Гаврила да се смире страсти, али није ишло, јер је незадовољство било велико.
Други светски рат
Још из времена Краљевине у комбинату је постојао изузетно развијен раднички покрет. Управо су они у мају 1941. најавили први отпор новој власти марионтске и квислиншке Независне Државе Хрватске, истицањем црвених барјка и подизањем народа на побуну против окупатора и њихових слугу.
Директор комбината, Тома Максимовић је од усташких власти протеран у Недићеву Србију, која је била под нацистичко-немачком окупацијом. Тамо је ушао у власт, као министар за избегла и прогнана лица. Сви радници српске националности су добили октазе. Комбинат преузима Фолксдојчер Франц Арнт.
Значајан број радника и становника Борова је већ у првим месецима окупације узео учешће у борби против хрватског фашизма. Један део је погинуо, док је добар део цивила завршавао у стратштима: Дудик, Јадовно, Јасеновац, итд. Борово је ослобођено 12. априла 1945. пробојем Сремског фронта.
После рата
По завршетку рата 1945. године фабрика је национализована, односно одузета је Томашу Бати и основана је фактички нова фирма Југославенски комбинат гуме и обуће Борово. Под овим називом и кроз различите организационе форме Борово је наставило са радом више од четири и по деценије.
Борово је у периоду од 1947. до краја осамдесетих година прошлог века израсло у највеће и економски најмоћније предузеће у производњи и продаји обуће и гуме у овом делу Европе. Томе је свакако допринела и сарадња Југославије са земљама Покрета несврстаних, где је добар део извоза робе ишао.
Велики број радника пристизао је из руралних (пасивних) крајева Југославије током педесетих, шездесетих и седамдесетих година 20. столећа. Они су за кратко време добијали посао, добра примања и богат друштвени живот.
1968. године произведена је боросана обућа специјалне намене. Развио га је тим стручњака на челу са ортопедом др. Бранком Стриновићем, а и данас је заштитни знак Борова.
Затим, 1976. године, на тржиште је пуштена патика под називом Стартас, која је првобитно била намењена за играње стоног тениса, али је до данас прерасла у највећи бренд компаније.
Ратне деведесете
Велика економска криза која се осећала у земљама Источне Европе у другој половини осамдесетих година 20. века, проузроковала су и политичке потресе, који су се осетили и у Југославији. Хрватски сепаратисти предвођени са руководством ХДЗ странке су то вешто искористили за своје активности против Срба за рад рушења Југославије.
У самом комбинату било је мноштво радника, али и руководилаца српске националности који нису подржавали ХДЗ и Фрању Туђмана у његовим сепаратистичким тежњама. Тако је локални дисидент Томислав Мерчеп са сарадницима саставио списак „непожељних” људи у комбинату Борово, односно становника Борова Насеља.
Комбинат је званично радио до 4. јула 1991. када су га преузели хрватски паравојници и наредних недеља петворили у склониште и логор. Мноштво Срба који су ту дошли како би се спасили од гранатирања су извођени од паравојних група на стрељања: Даринка Грујић, Драгољуб и Милица Врачарић...итд.
Када су завршене тромесечне борбе око Вуковара крајем 1991. године, ослобођен је и комбинат Борово. Наредне године се оспособљава један мањи део погона за рад и комбинат Борово постаје значајна карика привреде новонастале РСК. Тако је било све до 1998. године. С друге стране, хрватска власт у Загребу је окупила мањи део радника хрватске националности и организовала је неку производњу у Доњем Михољцу.

## Бороводанас
У 2008. години производња кожне обуће пресељена је у новоуређену и технолошки опремљену зграду Обућара нова.
Последњих година комбинат бележи неславне рекорде, у смањивању броја радника, ниским примањима и одливом становништва. Улагања у друштвени живот, готово и да не постоји. Такође, хрватске власти одбијају да у историји о комбинату Борово се каже о улози и доприносу српских кадрова.
Данашња пословна подручја Борова су:
- производња кожне и гумене обуће
- велепродаја
- малопродаја
- трговина у иностранству

## Галерија
- Гужва испред Борово радње у Марибору 1955. године
- Стартас патике, 2009
- Боромине-модерне боросане

## Занимљивости
- Од 1932. до 1996. излази фабрички лист Борово. Излазио је углавном као недељник и доносио је текстове о животу радника и мештана Борова. Поред њега, компанија је издавала још два листа, Продавач и Избор.
- У документарном филму поводом 50 година постојања, у позадини се може чути песма Моја прва љубав групе Хаустор[12].
- Представница Србије за Песму Евровизије 2022. године је на наступу у Торину носила беле боросане[13][14][15]. Након наступа у финалу, пораст боросана је био висок[16][17].